# Любов и гълъби
„Любов и гълъби“ е съветска лирична комедия, заснета през 1984 г. в студио „Мосфилм“ от режисьора Владимир Меншов по сценарий на театралния актьор Владимир Гуркин. Сценарият на последния е базиран на едноименната му пиеса от 1981 г.

## Сюжет
Васил Кузякин (Александър Михайлов) живее в селото през целия си живот със семейството си: жена му Надя (Нина Дорошина) и три деца. Любимото хоби на Васил е отглеждането на гълъби. Съпругата на Васил е изключително ревнива от възхищението на съпруга си. След производствена травма Васил получава билет за южен санаториум, където се среща с Раиса Захаровна (Людмила Гурченко), служител на отдела за персонал от собствената му компания. Едно просто, на пръв поглед, запознанство се превръща във вихрен романс. След известно време разведена жена идва при Надя, обезумяла от мъка и се опитва да „поправи отношенията“. Надя я изгонва от вкъщи със скандал. След като говори за това събитие, Васил осъзнава, че все повече го привлича семейството. Връщането в семейството, започвайки всичко отначало, се оказва много трудно.
Филмът има щастлив край: Вася и Надя се обичат отново и се готвят да станат родители за четвърти път, най-големият син Леня отива в армията, чичо Митя се помирява с баба Шура и гълъбът, пуснат в небето от Надя и Вася намира своя гълъб.

## Създатели
- Сценарист – Владимир Гуркин
- Режисьор – Владимир Меншов
- Оператор – Юрий Невски
- Сценограф – Феликс Ясюкевич
- Композитор – Валентин Левашов
- Текст – Едуард Успенски
- Звукорежисьор – Раиса Маргачева
- Редактиране – Р. Песецкая
- Гримьор – Е. Евсеева
- Костюми – Наталия Монева
- Звукорежисьор – Елдар Шахвердиев
- Диригент: Емин Хачатурян
- Режисьор на картината – Александър Литвинов

## В ролите
- Александър Михайлов – Васил Кузякин
- Нина Дорошина – Надя Кузякина
- Людмила Гурченко – Раиса Захаровна
- Янина Лисовска – Люда
- Игор Лях – Леня
- Лада Сизоненко – Оля
- Наталия Тенякова е бабата на Шура
- Сергей Юрски е чичото на Митя
- Ръководител на кадрила е Владимир Меншов